# Cinquantenaire

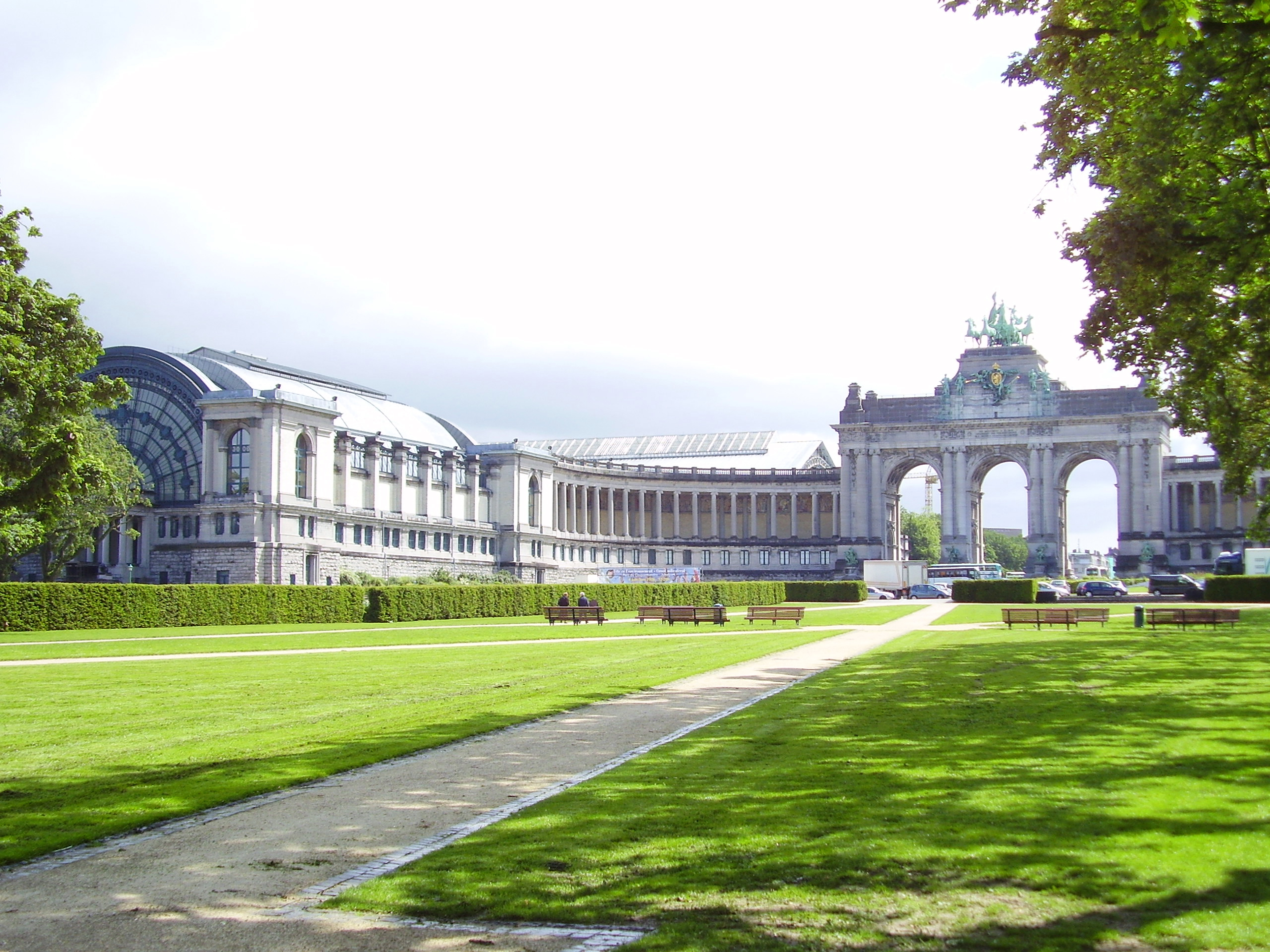
Cinquantenaire/Jubelpark

Cinquantenaire (Parc du Cinquantenaire) eller på flamländska Jubelpark är en park på 37 hektar i centrala Bryssel.
Cinquantenaire byggdes i samband med Belgiens 50-årsjubileum som självständig stat 1880. Leopold II av Belgien ville arrangera en världsutställning och därför valde man ut en tidigare militär exercisplats utanför stadskärnan. Den nya parken med omkringliggande byggnader skulle visa Belgiens rikedom. Den mest utmärkande byggnaden är Triumfbågen i belgisk granit som stod klar 1905. På vardera sidan om denna triumfbåge finns utställningshallar som var tänkta som paviljonger och utställningshallar. Här finns idag bilmuseet Autoworld och Belgiens kungliga militära museum Musée royal de l'Armée et d'Histoire Militaire.